# Fuego gris
Fuego gris és una pel·lícula argentina surrealista-dramàtica de 1994 coescrita i dirigida per Pablo César i protagonitzada per María Victòria D'Antonio, Cristina Banegas, Arturo Bonín, Leonardo Sbaraglia, Alejo García Pintos i Eleonora Wexler. Es va estrenar el 25 d'agost de 1994.
El film, definit pel director com a "drama rock", compta amb una banda sonora composta per Luis Alberto Spinetta, editada també com àlbum homònim i llançat abans de la pel·lícula. És l'única banda sonora en la qual Spinetta va participar durant tota la seva carrera.
El film fantàstic no té diàlegs, i la seva història es desenvolupa mitjançant una sèrie d'imatges majorment al·legòricas, entrellaçades amb les cançons de Spinetta. Segons el director, la pel·lícula té una estructura de recorregut/aventura a través del món subjectiu i del món objectiu, a la manera d'una "Alicia al País dels Horrors".

## Sinopsi
La història comença amb un epígraf, (i l'únic text que apareixerà en tot el seu transcurs):
| « | Estic per començar un viatge interior. Em vaig quedar sense paraules. La gent no parla. El suïcidi de la meva millor amiga. La violència del meu pare i la bogeria de la meva mare. Quant temps em portarà travessar el túnel del Silenci? | » |

La protagonista (María Victoria D'Antonio) apareix primer treballant en una oficina en la qual els empleats es maltracten, i després condueix una moto a través d'un embotellament de trànsit, igualment violent; es tracta d'una adolescent que va ser violada de nena pel seu pare (Arturo Bonín), i que ara es troba alienada del món i del seu entorn més pròxim.
Una nit la protagonista va al recital del seu ídol de rock, Kakón el Griego, però no pot ingressar perquè totes les entrades estan venudes. Mentre forceja per a intentar ingressar al recital, de sobte cau per un embornal. La jove es veurà obligada llavors a córrer "pels túnels pluvials de la ciutat de Buenos Aires a la recerca de la llum cap al seu centre interior"".
La seva mare (Cristina Banegas), que també ha estat víctima de la violència i el clima familiar insuportable que va crear el pare, s'ha tornat boja. Al mateix temps i després del suïcidi de la seva única amiga, la protagonista entra de cop en un estat abstret, estat que l'acompanya mentre alternativament recorre i s'amaga en un món ominós i inestable dins de la seva ment. En un moment la protagonista aconsegueix sortir al món exterior, només per a comprovar que la realitat objectiva és tant o més irracional que la realitat subjectiva, quan una pluja de gripaus en paracaigudes cauen sobre ella i enfront de l'Obelisc de Buenos Aires.
En adonar-se que ella mateixa ha creat els foscos escenaris pels quals transita, la protagonista decideix revertir la situació, i realitzar una catarsi que l'alliberi dels seus dimonis interns. Lentament, la jove comença a travessar els seus processos psíquics i simbòlics, enfrontant-se als traumes causats per l'abús físic i psicològic del seu pare, el sofriment que li provoca la situació de la seva mare i les pors que l'han perseguit per tant temps, amb una ànsia renovada d'alliberar-se de les seves cadenes mentals i aconseguir la pau interior.

## Repartiment
- María Victoria D'Antonio
- Arturo Bonín
- Cristina Banegas
- Eleonora Wexler
- Leonardo Sbaraglia
- Alejo García Pintos
- Pompeyo Audivert
- Ana Elisa Paz
- Margot Moreyra
- Luis Alberto Spinetta
- Jorge Polaco
- Pablo César
- Viviana Puerta
- Roxana Randon
- Catarina Spinetta
- Valentino Spinetta
- Juan Minujín

## Producció
La pel·lícula manca de diàleg i està sostinguda per les imatges i la banda musical composta per Luis Alberto Spinetta a manera d'obra integral dramàtic-musical ("drama-rock"). Spinetta va compondre 17 cançons especialment per a la pel·lícula a partir del guió, que constitueixen l'eix de la trama al costat de les imatges:
| «             | La pel·lícula està sustentada en imatges i en les cançons de Spinetta, que compleixen un rol sensitiu i informatiu. Cap dels dos volíem que la lletra fora directa o explícita. Volíem fer una cosa metafòrica. | » |
| — Pablo César | |   |

El músic també va participar com a extra en les escenes que representen el Avern, i també apareixen els seus fills Catarina i Valentino. Sobre el paper principal interpretat per María Victoria D'Antonio, Pablo César va dir:
| «             | La noia la vaig aconseguir després d'un nombrós càsting. Jo estava buscant un home perquè el guió deia que era un noi. Però no trobava aquell adolescent androgin que havia de fer el rol del protagonista. Un dia arribant a la universitat em vaig trobar al carrer amb una noia que tenia tot el que jo buscava per al personatge i li vaig proposar fer un càsting, una prova. Treballem durant tres mesos amb assajos molt intensos i tot va sortir molt bé. | » |
| — Pablo César | |   |

El guió va ser escrit suposant que Luis Alberto Spinetta acceptaria compondre la música, cosa que finalment va fer. Les escenes de túnels i soterranis es van filmar en una sitja de cerals situada al barri de Retiro, mentre que dues escenes van ser filmades en exteriors en Cap Verd.
El pòster promocional del film va ser creat i dissenyat pel famós artista argentí Ciruelo. El pòster del film també va ser utilitzat per a il·lustrar la tapa de l'àlbum homònim de Spinetta que va formar part de la banda sonora del film.

## Anàlisi
El periodista Claudio D. Minghetti de Página/12, va analitzar la pel·lícula en aquests termes:
| «                      | César assumeix, fins a les últimes conseqüències, el risc de ser resistit, i això enmig de la crisi -per esgotament- del llenguatge té mèrit. Foc Gris resulta un desafiament ple d'audàcia. Una cerca, en tot cas, igual a la d'aquesta noia sense nom, per sortir d'aquest autisme que el cinema, en els últims temps, també sembla estar patint. | » |
| — Claudio D. Minghetti | |   |

El periodista Claudio España va realitzar a La Nación la següent anàlisi:
| «                | El film connota un espai interior individual, personal, complex i sui generis. Expressa així mateix els gustos de la nostra època i en això queda clar el plaer per la posada en escena i els enquadraments derivats del còmic. No hi ha unitat narrativa però conserva un estil al llarg de la seva durada. No se cenyeix al contingut de la música i de les paraules de Spinetta, s'eleva sobre ells en intensitat i fins i tot en agosarada agressivitat. Són llenguatges d'aquest temps dels quals Pablo César -sense utilitzar una sola línia de diàleg al llarg de l'obra- és testimoni i eloqüent transmissor. Serà per això que resulta tan plàcida i benvinguda la interpretació audiovisual de "Preciosa dama blava", un dels moments més acaronants de Fuego Gris. | » |
| — Claudio España | |   |

El periodista Ricardo Bustos la va descriure així:
| «                | La pel·lícula no té diàleg, és la música que parla per les accions, van veure quan es posen els auriculars i no li ho treuen en tot el dia i veuen passar a la gent, bo això és FOC GRIS, una genialitat raresa entre surrealisme i alguna cosa més però és una bellesa musical (un tema millor que l'altre) i cinematogràficament genial. | » |
| — Ricardo Bustos | |   |